# Hallomenus puncticollis
Hallomenus puncticollis là một loài bọ cánh cứng trong họ Tetratomidae. Loài này được Blatchley miêu tả khoa học đầu tiên năm 1917.